# Finnische U19-Unihockeynationalmannschaft der Frauen
Die finnische U19-Unihockeynationalmannschaft ist die Auswahl finnischer Unihockeyspielerinnen der Altersklasse U-19. Sie repräsentiert Finnland auf internationaler Ebene, beispielsweise in Freundschaftsspielen gegen die Auswahlmannschaften anderer nationaler Verbände, aber auch bei der in dieser Altersklasse ausgetragenen Weltmeisterschaft.

## Platzierungen

### Weltmeisterschaften
| WM   | Austragungsort(e)           | Rang     |
| ---- | --------------------------- | -------- |
| 2004 | Tampere                     | 2. Platz |
| 2006 | Naunhof, Leipzig            | 2. Platz |
| 2008 | Babimost, Wolsztyn, Zbąszyń | 3. Platz |
| 2010 | Olomouc                     | 2. Platz |
| 2012 | Nitra                       | 1. Platz |
| 2014 | Babimost, Wolsztyn, Zbąszyń | 2. Platz |
| 2016 | Belleville                  | 2. Platz |
| 2018 | St. Gallen, Herisau         | 2. Platz |
| 2021 | Uppsala                     | 1. Platz |